# Pietro Piller Cottrer
Pietro Piller Cottrer (* 20. prosince 1974, Pieve di Cadore) je bývalý italský běžec na lyžích. Jeho nejsilnější disciplínou bylo bruslení, vyhovovaly mu především delší tratě. Naposledy hájil barvy lyžařského klubu C.S. Carabinieri. Jezdil na lyžích značky Rossignol. Je ženatý, má dvě děti a žije v Sappadě v oblasti Veneto. K jeho zálibám patří horská cyklistika a jízda na snowboardu. Měří 180 cm, váží 70 kg.
Startoval osmkrát na Mistrovství světa a čtyřikrát na Zimních olympijských hrách a je olympijským vítězem z roku 2006 i mistrem světa z roku 2005.

## Největší úspěchy
- Zimní olympijské hry
  - Zimní olympijské hry 2010: 2. místo v běhu na 15 km volně
  - Zimní olympijské hry 2006: 1. místo ve štafetě 4×10 km, 3. místo v kombinaci 15 + 15 km
  - Zimní olympijské hry 2002: 2. místo ve štafetě 4×10 km

- Mistrovství světa:
  - 2007: 3. místo v kombinaci 15 + 15 km
  - 2005: 1. místo v běhu na 15 km volně
  - 1997: 3. místo ve štafetě 4×10 km
- Světový pohár:
  - 15. prosince 2005 Canmore 1. místo v běhu na 15 km volně
  - 22. listopadu 2003 Beitostølen 1. místo v běhu na 15 km volně
  - 15. března 1997 Oslo 1. místo v běhu na 50 km volně

- Tour de Ski
  - Tour de Ski 2007/08: 1. místo v běhu na 15 km volně v Novém Městě